# خصية منتبذة
الخُصيَة المُنتَبِذَة (بالإنجليزية: Ectopic testis) هيَ الخصية التي تسلك مَسار غير اعتيادي أثناء نزولها وبالتالي ينتهي بها المطاف للتواجد في مكان غير اعتيادي بالجِسم (بالرغم من أنها لَيست خصية غير النازلة).
من الممكن أن تتواجد الخصية المنتبذة في الجزء السُفلي من البطن أو أمام الفخذ أو قناة الفخذ أو جلد القضيب أو خلف الصفن، وعادةً ما تكون هذه الحالة مصحوبة فتق أربي لامُباشر.